# جسر الأمير إدوارد
جسر الأمير إدوارد، يُشار إليه عادةً باسم جسر بْلُور، هو اسم جسر قوسي جملوني يقع في تورنتو بكندا. يربط شارع البلور الشرقي، على الجانب الغربي من النظام، مع شارع دانفورث على الجانب الشرقي. يشمل النظام مرحلة وادي روزديل ( بُنية أصغر، يُعرف أيضاً باسم جسر وادي روزديل، يحمل شارع بلور فوق روزديل رافين) ، ومرحلة شيربورن، هو جسر بُنِيَ لتمديد شارع البلور الشرقي إلى روزديل رافين من شارع شيربورن. تمتد مرحلة وادي دون من النظام، وهي الأكثر تميزاً ، إلى وادي نهر الدون، معبراً ( من الغرب إلى الشرق ) امتداد شارع بايفيو، ونهر دون، والشارع المشجر وادي دون.
يحتوي الطريق على خمس مسارب ( ثلاثة متوّجهة نحو الشرق واثنان متوّجهان نحو الغرب )، مع ممرٍّ للدرّاجات في كل اتجاه. يربط مستوى الأنفاق بين محطة برودافيو في الشرق و قلعة فرانك ومحطات شيربورن في الغرب.

## التصميم
صمّمه إدموند بورك، جسر الأمير إدوارد هو جسر مقوّس من ثلاث مفاصل ومصنوع من فولاذ الخَرَسانة. يبلغ إجمالي مداه 494 متراً (1620 قدماً)، على ارتفاع 40 متراً (131 قدماً) فوق وادي دون. يتكون الجسر من سطح مصنوع من عوارض عرضية وعوارض على شكل حرف I ، والتي تقوم بنقل الحمل إلى دعامات العامود. ثم يتنقل الحمل من دعامات العامود إلى دعامات داخل الأقواس، والتي تنقل الحمل إلى الأقواس نفسها. وأخيراً، تنقل الأقواس حِملَها من خلال مِفصلات كبيرة إلى دعامة خرَسَانيّة وفي النهاية إلى الأرض.
تمّ توفير الفولاذ من قِبَل شركة جسر دومينيون. يمرّ خطّان للسكك الحديديّة وخط نقل كهربائي وممر للدرّاجات كلها تحت الجسر، بالإضافة إلى نهر دون، الشارع المشجر وادي دون، وشارع البايفيو.

## التاريخ
عُقِدت الاستفتاءات حول بناء جسر الأمير إدوارد في تورنتو في كل عام من عام 1910 إلى عام 1913، حيث صوّت السكّان ضد بنائه في عام 1912 ب59 صوتاً، وصوّتو لصالح بنائه في عام 1913 ب9236 صوتاً. زادت التكلفة المتوقعة للبناء من 759,000 دولار كندي في عام 1910 إلى 2.5 مليون دولار كندي في عام 1913، بلغت تكلفته النهائية 2,480,349.05 دولاراً كنديّاً (37.2 مليون دولار أمريكي في عام 2018). عند اتمامه واكتماله في عام 1918، تمّ تسميته باسم الأمير إدوارد، أمير ويلز ( لاحقاً الملك إدوارد الثامن ) .
تمّ تصميم الجسر لتسهيل النقل العام، اتسع سطحه العلويّ عربات الترام، في حين احتوت كلتا المرحلتين، مرحلة وادي الدون ومرحلة وادي روزديل على سطح سفليّ للنقل بالسكك الحديديّة، كان مثيراً للجدل والخِلاف في ذلك الوقت بسبب تكلفته الإضافية العالية. كان مصمّم الجسر ومفوّض الأعمال العامة هاريس قادرين على الحصول على طريقهم والسطح السفليّ والذي أثبت في نهاية المطاف أنه يوفّر ملايين الدولارات عندما قامت لجنة تورونتو ترانزيت بافتتاح نفق بلور-دانفورث في عام 1966. لم تُستخدَم مرحلة وادي روزديل للأنفاق ، باعتباره المنحنى بين كلّ مرحلة ، وأيضاً اعتُبر المنحنى إلى الغرب في شارع البرلمان حادّاً جداً للأنفاق. ولهذا السبب، تمّ بناء جسر خرساني منفصل فوق وادي روزديل، غرب محطة قلعة فرانك.
أدى جسر الأمير إدوارد إلى تطوّر أسرع لتلك الأجزاء من تورنتو الواقعة على الجانب الشرقي من وادي دون.

## روابط خارجية
1. ↑  "معلومات عن جسرالأمير إدوارد على موقع babelnet.org". babelnet.org.[وصلة مكسورة]